# Donji Gajtan
Donji Gajtan es un pueblo ubicado en la municipalidad de Medveđa, en el distrito de Jablanica, Serbia.

## Superficie
Posee una superficie de 17,18 kilómetros cuadrados.

## Demografía
Hasta 2011 la población era de 81 habitantes, con una densidad de población de 4,714 habitantes por kilómetro cuadrado.